# Витория (Порту)
Витория (порт. Vitória) — район (фрегезия) в Португалии, входит в округ Порту. Является составной частью муниципалитета Порту. Находится в составе крупной городской агломерации Большой Порту. По старому административному делению входил в провинцию Дору-Литорал. Входит в экономико-статистический субрегион Большой Порту, который входит в Северный регион. Население составляет 2720 человек на 2001 год. Занимает площадь 0,31 км².
Покровителем района считается Дева Мария (порт. Maria).